# Fulham Football Club 2022-2023
Questa voce raccoglie tutte le informazioni riguardanti il Fulham Football Club nelle competizioni ufficiali della stagione 2022-2023.

## Stagione
La stagione 2022-23 è stato il 125º campionato professionistico per il club londinese, la prima stagione in Premier League, il massimo livello del calcio inglese, dopo la promozione della stagione precedente dalla Football League Championship 2021-2022, vincendo il campionato. Questa stagione ha visto il Fulham impegnato, oltre che in campionato, anche in FA Cup ed in League Cup.
Il Fulham fa il suo debutto nella Premier League 2022-2023 in casa contro il Liverpool, pareggiando 2-2.
Il cammino in League Cup, denominata Carabao Cup per motivi di sponsorizzazione, inizia al secondo turno in cui subisce una clamorosa sconfitta per 2-0 sul campo del Crawley Town, venendo immediatamente eliminato dal torneo.
Per quanto riguarda la FA Cup, dopo aver vinto 2-0 contro l'Hull City al terzo turno, nel quarto turno pareggia in casa 1-1 e vince il replay contro il Sunderland; agli ottavi di finale vince 2-0 nella gara casalinga contro il Leeds Utd, prima di essere eliminato nel turno successivo dal Manchester Utd, subendo una sonora sconfitta per 3-1 all'Old Trafford.
Il 28 maggio, con la sconfitta esterna per 2-1 contro il Manchester Utd, chiude il campionato al decimo posto.

## Divise e sponsor
Lo sponsor tecnico del Fulham, per la stagione 2022-2023, è l'azienda tedesca Adidas. Il 25 luglio 2022 viene annunciato l'accordo record con W88, società di betting, come nuovo Main sponsor , mentre World Mobile, società di rete mobile inglese, diventa Sleeve Sponsor per tutte le divise.
| Casa | Trasferta | Third |

## Rosa
Rosa aggiornata al 28 febbraio 2023.
| N. |                             | Ruolo | Calciatore          |
| -- | --------------------------- | ----- | ------------------- |
| 1  | Slovacchia (bandiera)       | P     | Marek Rodák         |
| 2  | Paesi Bassi (bandiera)      | D     | Kenny Tete          |
| 3  | Francia (bandiera)          | D     | Layvin Kurzawa      |
| 4  | Inghilterra (bandiera)      | D     | Tosin Adarabioyo    |
| 5  | Paesi Bassi (bandiera)      | D     | Terence Kongolo     |
| 5  | Irlanda del Nord (bandiera) | D     | Shane Duffy         |
| 6  | Inghilterra (bandiera)      | C     | Harrison Reed       |
| 7  | RD del Congo (bandiera)     | C     | Neeskens Kebano     |
| 8  | Galles (bandiera)           | C     | Harry Wilson        |
| 9  | Serbia (bandiera)           | A     | Aleksandar Mitrović |
| 10 | Scozia (bandiera)           | C     | Tom Cairney         |
| 11 | Israele (bandiera)          | C     | Manor Solomon       |
| 12 | Inghilterra (bandiera)      | C     | Nathaniel Chalobah  |
| 12 | Portogallo (bandiera)       | C     | Cédric Soares       |
| 13 | Stati Uniti (bandiera)      | D     | Tim Ream            |
| 14 | Giamaica (bandiera)         | A     | Bobby Reid          |
| 17 | Portogallo (bandiera)       | A     | Ivan Cavaleiro      |
| 17 | Germania (bandiera)         | P     | Bernd Leno          |
| 18 | Brasile (bandiera)          | A     | Andreas Pereira     |
| 19 | Brasile (bandiera)          | A     | Rodrigo Muniz       |
| 20 | Brasile (bandiera)          | A     | Willian             |
| 21 | Galles (bandiera)           | A     | Daniel James        |
| 22 | Argentina (bandiera)        | P     | Paulo Gazzaniga     |
| 23 | Inghilterra (bandiera)      | D     | Joe Bryan           |

| N. |                        | Ruolo | Calciatore            |
| -- | ---------------------- | ----- | --------------------- |
| 25 | Inghilterra (bandiera) | C     | Josh Onomah           |
| 26 | Portogallo (bandiera)  | D     | João Palhinha         |
| 27 | Svizzera (bandiera)    | D     | Kevin Mbabu           |
| 28 | Serbia (bandiera)      | C     | Saša Lukić            |
| 30 | Brasile (bandiera)     | A     | Carlos Vinícius       |
| 31 | Francia (bandiera)     | D     | Issa Diop             |
| 33 | Stati Uniti (bandiera) | D     | Antonee Robinson      |
| 34 | Inghilterra (bandiera) | A     | Callum McFarlane      |
| 35 | Australia (bandiera)   | C     | Tyrese Francois       |
| 37 | Finlandia (bandiera)   | A     | Terry Ablade          |
| 38 | Galles (bandiera)      | C     | Luke Harris           |
| 39 | Stati Uniti (bandiera) | D     | Marlon Fossey         |
| 39 | Inghilterra (bandiera) | D     | Stefan Parkes         |
| 40 | Inghilterra (bandiera) | P     | George Wickens        |
| 41 | Inghilterra (bandiera) | D     | Luciano D'Auria-Henry |
| 42 | Inghilterra (bandiera) | D     | Charlie Robinson      |
| 43 | Scozia (bandiera)      | D     | Connor McAvoy         |
| 44 | Albania (bandiera)     | C     | Adrion Pajaziti       |
| 45 | Svizzera (bandiera)    | C     | Kristian Šekularac    |
| 46 | Irlanda (bandiera)     | C     | Ollie O'Neill         |
| 47 | Inghilterra (bandiera) | C     | Martial Godo          |
| 49 | Inghilterra (bandiera) | C     | Matthew Dibley-Dias   |
| 65 | Inghilterra (bandiera) | A     | Jay Stansfield        |

## Calciomercato

### Sessione estiva(dall'1/7 all'1/9)
| Acquisti         | Acquisti             | Acquisti            | Acquisti               |
| R.               | Nome                 | da                  | Modalità               |
| ---------------- | -------------------- | ------------------- | ---------------------- |
| P                | Bernd Leno           | Arsenal             | definitivo             |
| D                | Cyrus Christie       | Swansea City        | fine prestito          |
| D                | Issa Diop            | West Ham Utd        | definitivo             |
| D                | Shane Duffy          | Brighton            | prestito               |
| D                | Layvin Kurzawa       | Paris Saint-Germain | prestito               |
| D                | Kevin Mbabu          | Wolfsburg           | definitivo (5,5 mln €) |
| D                | João Palhinha        | Sporting Lisbona    | definitivo (20 mln €)  |
| C                | André Zambo Anguissa | Napoli              | fine prestito          |
| C                | Daniel James         | Leeds Utd           | prestito               |
| C                | Manor Solomon        | Šachtar             | prestito               |
| A                | Andreas Pereira      | Manchester Utd      | definitivo (9,5 mln €) |
| A                | Carlos Vinícius      | Benfica             | definitivo             |
| A                | Willian              | Corinthians         | svincolato             |
| Altre operazioni |                      |                     |                        |
| R.               | Nome                 | da                  | Modalità               |
| P                | Jacob Adams          | Walton Casuals      | fine prestito          |
| P                | Luca Ashby-Hammond   | Stockport County    | fine prestito breve    |
| P                | Taye Ashby-Hammond   | Boreham Wood        | fine prestito          |
| P                | Julian Schwarzer     | Kingstonian         | fine prestito          |
| P                | George Wickens       | Wealdstone          | fine prestito          |
| D                | Connor McAvoy        | Wealdstone          | fine prestito          |
| D                | Jerome Opoku         | Vejle               | fine prestito          |
| D                | Damon Park           | Oldham Athletic     | definitivo             |
| D                | Steven Sessegnon     | Plymouth            | fine prestito          |
| C                | Marlon Fossey        | Bolton              | fine prestito          |
| C                | Jonathon Page        | Merstham            | fine prestito          |
| C                | Kristian Šekularac   | Juventus            | definitivo             |
| A                | Terry Ablade         | AFC Wimbledon       | fine prestito          |
| A                | Timmy Abraham        | Newport County      | fine prestito          |
| A                | Callum McFarlane     | Bradfield College   | definitivo             |
| A                | Tom Olyott           | Manchester City     | definitivo             |
| A                | Sylvester Jasper     | Hibernian           | fine prestito          |
| A                | Jean-Pierre Tiéhi    | Rodez               | fine prestito          |

| Cessioni         | Cessioni               | Cessioni            | Cessioni               |
| R.               | Nome                   | a                   | Modalità               |
| ---------------- | ---------------------- | ------------------- | ---------------------- |
| P                | Fabri                  |                     | fine contratto         |
| P                | Paulo Gazzaniga        | Girona              | prestito               |
| D                | André Zambo Anguissa   | Napoli              | definitivo (15 mln €)  |
| D                | Joe Bryan              | Nizza               | prestito               |
| D                | Cyrus Christie         | Hull City           | fine contratto         |
| D                | Michael Hector         |                     | fine contratto         |
| D                | Terence Kongolo        | Le Havre            | prestito               |
| D                | Alfie Mawson           | Wycombe             | fine contratto         |
| D                | Steven Sessegnon       | Charlton            | prestito               |
| C                | Fábio Carvalho         | Liverpool           | definitivo (5,9 mln €) |
| C                | Jean Seri              | Hull City           | fine contratto         |
| C                | Neco Williams          | Liverpool           | fine prestito          |
| A                | Rodrigo Muniz Carvalho | Middlesbrough       | prestito               |
| Altre operazioni |                        |                     |                        |
| R.               | Nome                   | a                   | Modalità               |
| P                | Jacob Adams            | Hayes & Yeading Utd | fine contratto         |
| P                | Luca Ashby-Hammond     | Aldershot Town      | prestito               |
| P                | Taye Ashby-Hammond     | Stevenage           | prestito               |
| P                | Julian Schwarzer       | ADT                 | fine contratto         |
| D                | Eric Ameyaw            |                     | fine contratto         |
| D                | Xavier Benjamin        | Cardiff City        | fine contratto         |
| D                | Idris Odutayo          | Maidenhead Utd      | prestito breve         |
| D                | Jerome Opoku           | Arouca              | fine contratto         |
| C                | Tyler Caton            | Corinthian-Casuals  | fine contratto         |
| C                | Sonny Hilton           | Carlisle Utd        | prestito               |
| C                | Jonathon Page          | Farnborough         | prestito               |
| A                | Timmy Abraham          | Walsall             | fine contratto         |
| A                | Kieron Bowie           | Northampton Town    | prestito               |
| A                | Sylvester Jasper       | Bristol Rovers      | prestito               |
| A                | Michael Olakigbe       | Brentford           | definitivo             |
| A                | Jean-Pierre Tiéhi      | Hamilton Academical | prestito               |
| A                | Jaylan Wildbore        |                     | fine prestito          |

### Sessione domestica(dal 2/9 al 16/10)
| Acquisti | Acquisti | Acquisti | Acquisti |
| R.       | Nome     | da       | Modalità |
| -------- | -------- | -------- | -------- |

| Cessioni | Cessioni         | Cessioni         | Cessioni       |
| R.       | Nome             | a                | Modalità       |
| -------- | ---------------- | ---------------- | -------------- |
| D        | Ziyad Larkeche   | Barnsley         | prestito       |
| D        | Devan Tanton     | Walton & Hersham | prestito breve |
| C        | Georgios Okkas   | Harrow Borough   | prestito breve |
| C        | Imani Lanquedoc  | Basingstoke Town | prestito breve |
| A        | Oliver Sanderson | Oxford City      | prestito       |
| A        | Jay Stansfield   | Exeter City      | prestito       |

### Operazioni esterne(dal 2/9 all'1/1)
| Acquisti | Acquisti | Acquisti | Acquisti |
| R.       | Nome     | da       | Modalità |
| -------- | -------- | -------- | -------- |

| Cessioni | Cessioni          | Cessioni       | Cessioni   |
| R.       | Nome              | a              | Modalità   |
| -------- | ----------------- | -------------- | ---------- |
| C        | Ivan Cavaleiro    | Alanyaspor     | prestito   |
| C        | Marlon Fossey     | Standard Liegi | definitivo |
| C        | Tyrese Francois   | HNK Gorica     | prestito   |
| A        | Anthony Knockaert | Volo           | prestito   |

### Sessione invernale(dal 2/1 al 31/1)
| Acquisti         | Acquisti          | Acquisti         | Acquisti             |
| R.               | Nome              | da               | Modalità             |
| ---------------- | ----------------- | ---------------- | -------------------- |
| D                | Shane Duffy       | Brighton         | riscattato           |
| D                | Cédric Soares     | Arsenal          | prestito             |
| C                | Saša Lukić        | Torino           | definitivo           |
| A                | Anthony Knockaert | Volo             | risoluzione prestito |
| Altre operazioni |                   |                  |                      |
| R.               | Nome              | da               | Modalità             |
| D                | Idris Odutayo     | Maidenhead Utd   | fine prestito breve  |
| D                | Devan Tanton      | Walton & Hersham | fine prestito breve  |
| C                | Tyrese Francois   | HNK Gorica       | risoluzione prestito |
| C                | Sonny Hilton      | Carlisle Utd     | risoluzione prestito |
| C                | Imani Lanquedoc   | Basingstoke Town | fine prestito breve  |
| C                | Georgios Okkas    | Harrow Borough   | fine prestito breve  |

| Cessioni         | Cessioni           | Cessioni          | Cessioni                 |
| R.               | Nome               | a                 | Modalità                 |
| ---------------- | ------------------ | ----------------- | ------------------------ |
| C                | Nathaniel Chalobah | West Bromwich     | definitivo               |
| C                | Josh Onomah        | Preston N.E.      | risoluzione contrattuale |
| A                | Anthony Knockaert  | Huddersfield Town | prestito                 |
| Altre operazioni |                    |                   |                          |
| R.               | Nome               | da                | Modalità                 |
| D                | Connor McAvoy      | Partick Thistle   | prestito                 |
| D                | Idris Odutayo      | Maidenhead Utd    | rinnovo prestito breve   |

### Operazioni esterne(dal 2/9 all'1/1)
| Acquisti | Acquisti | Acquisti | Acquisti |
| R.       | Nome     | da       | Modalità |
| -------- | -------- | -------- | -------- |

| Cessioni | Cessioni        | Cessioni   | Cessioni |
| R.       | Nome            | a          | Modalità |
| -------- | --------------- | ---------- | -------- |
| D        | Kevin Mbabu     | Servette   | prestito |
| C        | Ollie O'Neill   | Derry City | prestito |
| C        | Adrion Pajaziti | Haugesund  | prestito |

## Risultati

### Premier League

#### Girone di andata
| Arbitro: | Madley (West Yorkshire) |

|                          |           |                     |
| Mitrović 32’, 72’ (rig.) | Marcatori | 64’ Núñez 80’ Salah |

| Wolverhampton 13 agosto 2022, ore 15:00 WEST 2ª giornata | Wolverhampton           | 0 – 0 referto | Fulham | Molineux Stadium (31 178 spett.)\| Arbitro: \| Brooks (Leicestershire) \| |
| Arbitro:                                                 | Brooks (Leicestershire) |               |        |                                                                           |

| Arbitro: | Bankes (Merseyside) |

|                                   |           |                        |
| Reid 1’ Palhinha 20’ Mitrović 90’ | Marcatori | 44’ Nørgaard 71’ Toney |

| Arbitro: | Gillett |

|                          |           |              |
| Ødegaard 64’ Gabriel 85’ | Marcatori | 56’ Mitrović |

| Arbitro: | Bramall (South Yorkshire) |

|                              |           |                         |
| Mitrović 48’ Dunk 55’ (aut.) | Marcatori | 60’ (rig.) Mac Allister |

| Arbitro: | Attwell (Warwickshire) |

|                       |           |              |
| Højbjerg 40’ Kane 75’ | Marcatori | 83’ Mitrović |

| Arbitro: | Coote (Nottinghamshire) |

|                          |           |               |
| Willian 25’ Vinícius 73’ | Marcatori | 47’ Koulibaly |

| Arbitro: | Gillett |

|                         |           |                                      |
| Awoniyi 11’ O'Brien 77’ | Marcatori | 54’ Adarabioyo 57’ Palhinha 60’ Reed |

| Arbitro: | England |

|          |           |                                           |
| Reid 88’ | Marcatori | 11’ Wilson 33’, 57’ Almirón 43’ Longstaff |

| Arbitro: | Kavanagh (Lancashire) |

|                                             |           |            |
| Bowen 29’ (rig.) Scamacca 62’ Antonio 90+1’ | Marcatori | 5’ Pereira |

| Arbitro: | Scott (Oxfordshire) |

|                              |           |                      |
| Diop 22’ Mitrović 52’ (rig.) | Marcatori | 2’ Solanke 29’ Lerma |

| Arbitro: | Oliver (Northumberland) |

|                                               |           |  |
| Reed 22’ Mitrović 68’ (rig.) Mings 84’ (aut.) | Marcatori |  |

| Arbitro: | Taylor (Cheshire) |

|                               |           |                                   |
| Rodrigo 20’ Summerville 90+1’ | Marcatori | 26’ Mitrović 74’ Reid 84’ Willian |

| Hammersmith e Fulham 29 ottobre 2022, ore 17:30 WEST 14ª giornata | Fulham                  | 0 – 0 referto | Everton | Craven Cottage (23 534 spett.)\| Arbitro: \| Brooks (Leicestershire) \| |
| Arbitro:                                                          | Brooks (Leicestershire) |               |         |                                                                         |

| Arbitro: | England (Domcastet) |

|                                  |           |                    |
| Álvarez 16’ Haaland 90+5’ (rig.) | Marcatori | 28’ (rig.) Pereira |

| Arbitro: | Tierney (Lancashire) |

|           |           |                            |
| James 61’ | Marcatori | 14’ Eriksen 90+3’ Garnacho |

| Arbitro: | Madley (West Yorkshire) |

|  |           |                                |
|  | Marcatori | 31’ Reid 71’ Ream 80’ Mitrović |

| Arbitro: | Scott (Oxfordshire) |

|                                     |           |                 |
| Ward-Prowse 32’ (aut.) Palhinha 88’ | Marcatori | 56’ Ward-Prowse |

| Arbitro: | Bond (Lancashire) |

|  |           |              |
|  | Marcatori | 17’ Mitrović |

#### Girone di ritorno
| Arbitro: | Jones (Merseyside) |

|          |           |  |
| Isak 89’ | Marcatori |  |

| Arbitro: | Tierney (Lancashire) |

|  |           |            |
|  | Marcatori | 45+1’ Kane |

| Hammersmith e Fulham 3 febbraio 2023, ore 20:00 WET 22ª giornata | Chelsea                | 0 – 0 referto | Fulham | Stamford Bridge (40 041 spett.)\| Arbitro: \| Attwell (Warwickshire) \| |
| Arbitro:                                                         | Attwell (Warwickshire) |               |        |                                                                         |

| Arbitro: | Madley (West Yorkshire) |

|                         |           |  |
| Willian 17’ Solomon 88’ | Marcatori |  |

| Arbitro: | England (Domcastet) |

|  |           |             |
|  | Marcatori | 88’ Solomon |

| Arbitro: | Oliver (Northumberland) |

|             |           |             |
| Solomon 64’ | Marcatori | 23’ Sarabia |

| Arbitro: | Taylor (Cheshire) |

|                                        |           |                            |
| Pinnock 6’ Toney 53’ (rig.) Jensen 85’ | Marcatori | 39’ Solomon 90+9’ Vinícius |

| Arbitro: | Coote (Nottinghamshire) |

|  |           |                                           |
|  | Marcatori | 21’ Gabriel 26’ Martinelli 45+2’ Ødegaard |

| Arbitro: | Attwell (Warwickshire) |

|                  |           |  |
| Salah 39’ (rig.) | Marcatori |  |

| Arbitro: | Bankes (Merseyside) |

|                           |           |             |
| Tavernier 50’ Solanke 79’ | Marcatori | 16’ Pereira |

| Arbitro: | Gillett |

|  |           |                 |
|  | Marcatori | 23’ (aut.) Reed |

| Arbitro: | Taylor (Cheshire) |

|            |           |                               |
| McNeil 35’ | Marcatori | 22’ Reed 51’ Wilson 68’ James |

| Arbitro: | Bankes (Merseyside) |

|                        |           |                     |
| Wilson 58’ Pereira 72’ | Marcatori | 79’ (aut.) Palhinha |

| Arbitro: | Bramall (South Yorkshire) |

|           |           |  |
| Mings 21’ | Marcatori |  |

| Arbitro: | Hooper (Wiltshire) |

|              |           |                               |
| Vinícius 15’ | Marcatori | 3’ (rig.) Haaland 36’ Álvarez |

| Arbitro: | Jones (Merseyside) |

|                                                |           |                                     |
| Willian 10’, 70’ Vinícius 18’ Cairney 44’, 51’ | Marcatori | 59’, 89’ Barnes 81’ (rig.) Maddison |

| Arbitro: | Bramall (South Yorkshire) |

|  |           |                           |
|  | Marcatori | 48’ Vinícius 72’ Mitrović |

| Arbitro: | Smith (Cambridgeshire) |

|                            |           |                         |
| Mitrović 45+5’ (rig.), 61’ | Marcatori | 34’ Édouard 83’ J. Ward |

| Arbitro: | Jones (Merseyside) |

|                          |           |          |
| Sancho 39’ Fernandes 55’ | Marcatori | 19’ Tete |

### FA Cup

#### Turni eliminatori
| Arbitro: | Smith (Cambridgeshire) |

|  |           |                         |
|  | Marcatori | 37’ Kurzawa 90+4’ James |

| Arbitro: | Salisbury (Lancashire) |

|             |           |           |
| Cairney 61’ | Marcatori | 6’ Clarke |

| Arbitro: | Robinson (West Sussex) |

|                         |           |                                   |
| Clarke 77’ Bennette 90’ | Marcatori | 8’ Wilson 59’ Pereira 82’ Kurzawa |

#### Fase finale
| Arbitro: | Kavanagh (Lancashire) |

|                        |           |  |
| Clarke 21’ Solomon 56’ | Marcatori |  |

| Arbitro: | Kavanagh (Lancashire) |

|                                            |           |              |
| B.Fernandes 75’ (rig.), 90+6’ Sabitzer 77’ | Marcatori | 50’ Mitrović |

### EFL Cup

#### Turni eliminatori
| Arbitro: | Swabey (Devon) |

|                          |           |  |
| Nichols 16’ Balagizi 49’ | Marcatori |  |

## Statistiche

### Statistiche di squadra
Statistiche aggiornate al 29 maggio 2023.
| Competizione   | Punti            | In casa | In casa | In casa | In casa | In casa | In casa | In trasferta | In trasferta | In trasferta | In trasferta | In trasferta | In trasferta | Totale | Totale | Totale | Totale | Totale | Totale | DR |
| Competizione   | Punti            | G       | V       | N       | P       | Gf      | Gs      | G            | V            | N            | P            | Gf           | Gs           | G      | V      | N      | P      | Gf     | Gs     | DR |
| -------------- | ---------------- | ------- | ------- | ------- | ------- | ------- | ------- | ------------ | ------------ | ------------ | ------------ | ------------ | ------------ | ------ | ------ | ------ | ------ | ------ | ------ | -- |
| Premier League | 52               | 19      | 8       | 5       | 6       | 31      | 28      | 19           | 7            | 2            | 10           | 24           | 24           | 38     | 15     | 7      | 16     | 55     | 52     | +3 |
| FA Cup         | Quarti di finale | 2       | 1       | 1       | 0       | 3       | 1       | 3            | 2            | 0            | 1            | 6            | 5            | 5      | 3      | 1      | 1      | 9      | 6      | +3 |
| League Cup     | Secondo turno    | 0       | 0       | 0       | 0       | 0       | 0       | 1            | 0            | 0            | 1            | 0            | 2            | 1      | 0      | 0      | 1      | 0      | 2      | -2 |
| Totale         | -                | 21      | 9       | 6       | 6       | 34      | 29      | 23           | 9            | 2            | 12           | 30           | 31           | 44     | 18     | 8      | 18     | 64     | 60     | +4 |

### Andamento in campionato
| Giornata  | 1  | 2  | 3 | 4  | 5 | 6  | 7 | 8 | 9 | 10 | 11 | 12 | 13 | 14 | 15 | 16 | 17 | 18 | 19 | 20 | 21 | 22 | 23 | 24 | 25 | 26 | 27 | 28 | 29 | 30 | 31 | 32 | 33 | 34 | 35 | 36 | 37 | 38 |
| --------- | -- | -- | - | -- | - | -- | - | - | - | -- | -- | -- | -- | -- | -- | -- | -- | -- | -- | -- | -- | -- | -- | -- | -- | -- | -- | -- | -- | -- | -- | -- | -- | -- | -- | -- | -- | -- |
| Luogo     | C  | T  | C | T  | C | T  | C | T | C | T  | C  | C  | T  | C  | T  | C  | T  | C  | T  | T  | C  | T  | C  | T  | C  | T  | C  | T  | T  | C  | T  | C  | T  | C  | C  | T  | C  | T  |
| Risultato | N  | N  | V | P  | V | P  | V | V | P | P  | N  | V  | V  | N  | P  | P  | V  | V  | V  | P  | P  | N  | V  | V  | N  | P  | P  | P  | P  | P  | V  | V  | P  | P  | V  | V  | N  | P  |
| Posizione | 10 | 13 | 7 | 11 | 8 | 10 | 6 | 8 | 9 | 9  | 9  | 7  | 7  | 9  | 9  | 8  | 7  | 7  | 6  | 6  | 7  | 8  | 7  | 6  | 6  | 7  | 8  | 10 | 10 | 10 | 9  | 9  | 10 | 10 | 10 | 10 | 10 | 10 |

Legenda:

Luogo: C = Casa; T = Trasferta. Risultato: V = Vittoria; N = Pareggio; P = Sconfitta.

### Statistiche dei giocatori
Aggiornate al 29 maggio 2023.
| Giocatore        | Premier League | Premier League | Premier League | Premier League | FA Cup   | FA Cup | FA Cup      | FA Cup     | EFL Cup  | EFL Cup | EFL Cup     | EFL Cup    | Totale   | Totale | Totale      | Totale     |
| Giocatore        | Presenze       | Reti           | Ammonizioni    | Espulsioni     | Presenze | Reti   | Ammonizioni | Espulsioni | Presenze | Reti    | Ammonizioni | Espulsioni | Presenze | Reti   | Ammonizioni | Espulsioni |
| ---------------- | -------------- | -------------- | -------------- | -------------- | -------- | ------ | ----------- | ---------- | -------- | ------- | ----------- | ---------- | -------- | ------ | ----------- | ---------- |
| T. Ablade        | 0              | 0              | 0              | 0              | -        | -      | -           | -          | 1        | 0       | 0           | 0          | 1        | 0      | 0           | 0          |
| T. Adarabioyo    | 25             | 1              | 4              | 0              | 4        | 0      | 0           | 0          | -        | -       | -           | -          | 29       | 1      | 4           | 0          |
| J. Bryan         | 0              | 0              | 0              | 0              | -        | -      | -           | -          | 1        | 0       | 0           | 0          | 1        | 0      | 0           | 0          |
| T. Cairney       | 32             | 2              | 2              | 0              | 4        | 1      | 0           | 0          | 1        | 0       | 0           | 0          | 37       | 3      | 2           | 0          |
| I. Cavaleiro     | -              | -              | -              | -              | -        | -      | -           | -          | -        | -       | -           | -          | -        | -      | -           | -          |
| N. Chalobah      | 4              | 0              | 0              | 1              | 1        | 0      | 0           | 0          | 1        | 0       | 0           | 0          | 6        | 0      | 0           | 1          |
| L. D'Auria-Henry | -              | -              | -              | -              | -        | -      | -           | -          | 0        | 0       | 0           | 0          | 0        | 0      | 0           | 0          |
| M. Dibley-Dias   | 0              | 0              | 0              | 0              | -        | -      | -           | -          | -        | -       | -           | -          | 0        | 0      | 0           | 0          |
| I. Diop          | 25             | 1              | 2              | 0              | 3        | 0      | 1           | 0          | 1        | 0       | 1           | 0          | 29       | 1      | 4           | 0          |
| S. Duffy         | 5              | 0              | 0              | 0              | 1        | 0      | 1           | 0          | 1        | 0       | 0           | 0          | 7        | 0      | 1           | 0          |
| M. Fossey        | -              | -              | -              | -              | -        | -      | -           | -          | 1        | 0       | 0           | 0          | 1        | 0      | 0           | 0          |
| T. Francois      | 1              | 0              | 0              | 0              | -        | -      | -           | -          | 1        | 0       | 0           | 0          | 2        | 0      | 0           | 0          |
| P. Gazzaniga     | -              | -              | -              | -              | -        | -      | -           | -          | 0        | 0       | 0           | 0          | 0        | 0      | 0           | 0          |
| M. Godo          | 0              | 0              | 0              | 0              | -        | -      | -           | -          | 1        | 0       | 0           | 0          | 1        | 0      | 0           | 0          |
| L. Harris        | 3              | 0              | 0              | 0              | 1        | 0      | 0           | 0          | 1        | 0       | 0           | 0          | 5        | 0      | 0           | 0          |
| D. James         | 20             | 2              | 0              | 0              | 3        | 1      | 0           | 0          | -        | -       | -           | -          | 23       | 3      | 0           | 0          |
| N. Kebano        | 17             | 0              | 0              | 0              | -        | -      | -           | -          | -        | -       | -           | -          | 17       | 0      | 0           | 0          |
| T. Kongolo       | -              | -              | -              | -              | -        | -      | -           | -          | -        | -       | -           | -          | -        | -      | -           | -          |
| L. Kurzawa       | 3              | 0              | 1              | 0              | 3        | 2      | 1           | 0          | -        | -       | -           | -          | 6        | 2      | 2           | 0          |
| B. Leno          | 36             | -51            | 3              | 0              | 1        | -3     | 0           | 0          | 0        | 0       | 0           | 0          | 37       | -54    | 3           | 0          |
| S. Lukić         | 12             | 0              | 1              | 0              | 1        | 0      | 0           | 0          | -        | -       | -           | -          | 13       | 0      | 1           | 0          |
| K. Mbabu         | 6              | 0              | 1              | 0              | -        | -      | -           | -          | 1        | 0       | 0           | 0          | 7        | 0      | 1           | 0          |
| C. McAvoy        | -              | -              | -              | -              | -        | -      | -           | -          | 0        | 0       | 0           | 0          | 0        | 0      | 0           | 0          |
| C. McFarlane     | -              | -              | -              | -              | 0        | 0      | 0           | 0          | -        | -       | -           | -          | 0        | 0      | 0           | 0          |
| A. Mitrović      | 24             | 14             | 7              | 0              | 4        | 1      | 0           | 1          | -        | -       | -           | -          | 28       | 15     | 7           | 1          |
| R. Muniz         | 0              | 0              | 0              | 0              | -        | -      | -           | -          | -        | -       | -           | -          | 0        | 0      | 0           | 0          |
| O. O'Neill       | -              | -              | -              | -              | -        | -      | -           | -          | 0        | 0       | 0           | 0          | 0        | 0      | 0           | 0          |
| J. Onomah        | 2              | 0              | 0              | 0              | -        | -      | -           | -          | -        | -       | -           | -          | 2        | 0      | 0           | 0          |
| A. Pajaziti      | -              | -              | -              | -              | -        | -      | -           | -          | 0        | 0       | 0           | 0          | 0        | 0      | 0           | 0          |
| J. Palhinha      | 35             | 3              | 14             | 0              | 5        | 1      | 0           | 0          | -        | -       | -           | -          | 40       | 4      | 14          | 0          |
| S. Parkes        | 0              | 0              | 0              | 0              | -        | -      | -           | -          | -        | -       | -           | -          | 0        | 0      | 0           | 0          |
| A. Pereira       | 33             | 4              | 8              | 0              | 5        | 1      | 1           | 0          | -        | -       | -           | -          | 38       | 5      | 9           | 0          |
| T. Ream          | 33             | 1              | 2              | 0              | 2        | 0      | 0           | 0          | -        | -       | -           | -          | 35       | 1      | 2           | 0          |
| H. Reed          | 37             | 3              | 5              | 0              | 5        | 0      | 0           | 0          | -        | -       | -           | -          | 42       | 3      | 5           | 0          |
| B. Reid          | 36             | 4              | 8              | 0              | 5        | 0      | 0           | 0          | -        | -       | -           | -          | 41       | 4      | 8           | 0          |
| A. Robinson      | 35             | 0              | 8              | 0              | 3        | 0      | 1           | 0          | -        | -       | -           | -          | 38       | 0      | 9           | 0          |
| C. Robinson      | 0              | 0              | 0              | 0              | -        | -      | -           | -          | 0        | 0       | 0           | 0          | 0        | 0      | 0           | 0          |
| M. Rodák         | 2              | -2             | 0              | 0              | 4        | -3     | 0           | 0          | 1        | -2      | 0           | 0          | 7        | -7     | 0           | 0          |
| K. Šekularac     | 0              | 0              | 0              | 0              | -        | -      | -           | -          | 0        | 0       | 0           | 0          | 0        | 0      | 0           | 0          |
| C. Soares        | 6              | 0              | 0              | 0              | 2        | 0      | 0           | 0          | -        | -       | -           | -          | 8        | 0      | 0           | 0          |
| M. Solomon       | 19             | 4              | 0              | 0              | 5        | 1      | 0           | 0          | -        | -       | -           | -          | 24       | 5      | 0           | 0          |
| J. Stansfield    | 3              | 0              | 1              | 0              | -        | -      | -           | -          | 1        | 0       | 0           | 0          | 4        | 0      | 1           | 0          |
| K. Tete          | 31             | 1              | 8              | 0              | 5        | 0      | 0           | 0          | -        | -       | -           | -          | 36       | 1      | 8           | 0          |
| C. Vinícius      | 28             | 5              | 3              | 0              | 4        | 0      | 0           | 0          | -        | -       | -           | -          | 32       | 5      | 3           | 0          |
| G. Wickens       | 0              | 0              | 0              | 0              | -        | -      | -           | -          | -        | -       | -           | -          | 0        | 0      | 0           | 0          |
| Willian          | 27             | 5              | 2              | 0              | 3        | 0      | 0           | 1          | -        | -       | -           | -          | 30       | 5      | 2           | 1          |
| H. Wilson        | 29             | 2              | 1              | 0              | 4        | 1      | 1           | 0          | -        | -       | -           | -          | 33       | 3      | 2           | 0          |

1. ↑  I giocatori i cui nomi sono in corsivo, sono stati ceduti ad altri club durante la stagione.